# Andreas Rapatz

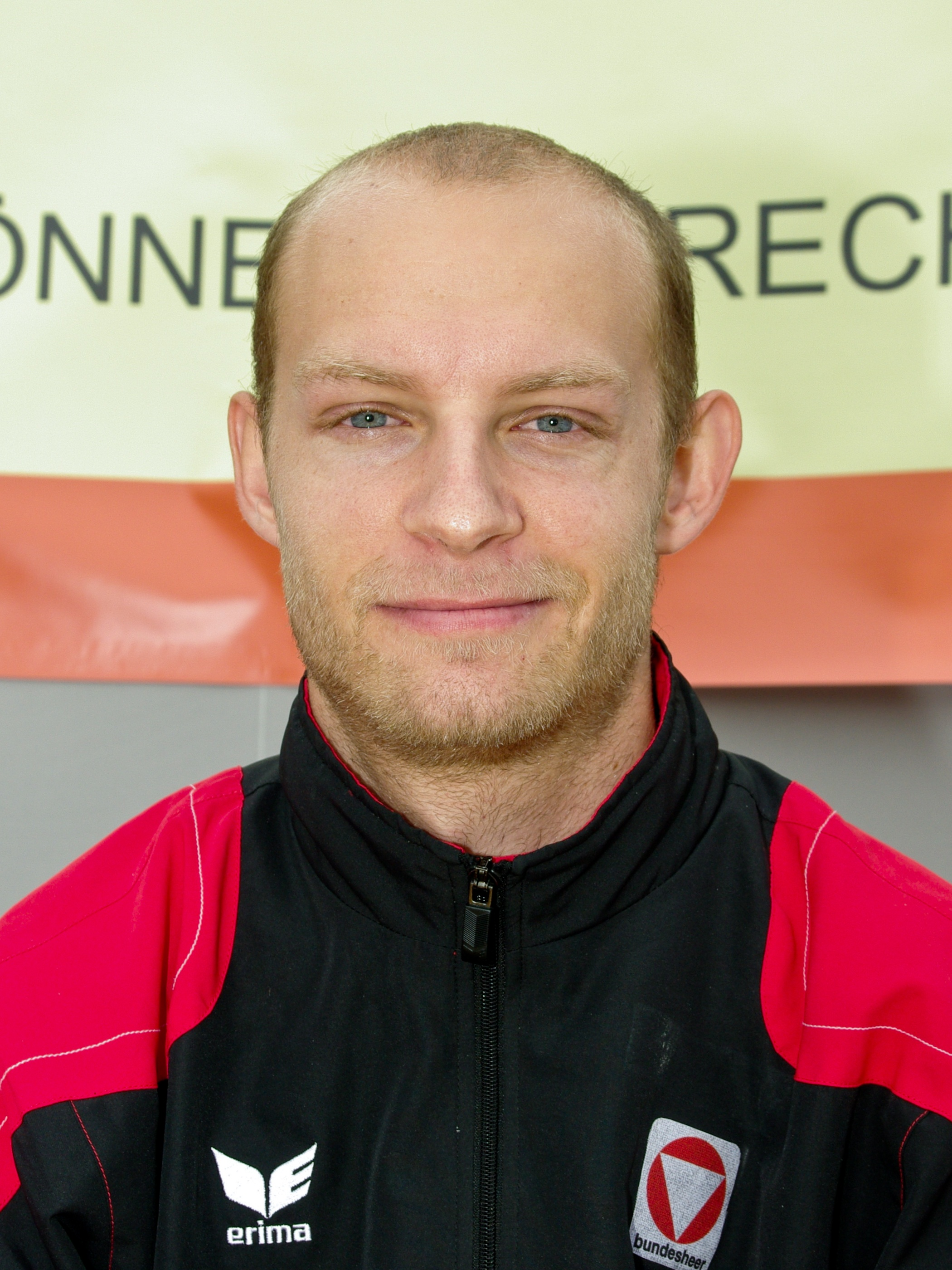
Andreas Rapatz (2010)

Andreas Rapatz (* 5. September 1986) ist ein ehemaliger österreichischer Leichtathlet.

## Leben
Der Mittelstreckenläufer hat  sich auf die 800-Meter-Distanz spezialisiert. 2007 nahm er an den Halleneuropameisterschaften 2007 über 800 Meter teil. Ebenso war er Teilnehmer der Universiade 2007 und der Halleneuropameisterschaften 2009 auf dieser Strecke. Auch an den Europameisterschaften 2010 und an den Halleneuropameisterschaften 2011 sowie den Europameisterschaften 2012 war er über 800 Meter der Vertreter Österreichs. Er ist seit Anfang 2012 in dieser Disziplin Halter des ÖLV-Rekords, den er bei der ASVÖ Indoor Gala in Wien auf 1:46,65 min verbesserte. Rapatz wird von Eduard Holzer beim VST Laas in Kärnten trainiert.

## Erfolge
- 5-facher österreichischer Staatsmeister über 800 m
- 4-facher österreichischer Hallenstaatsmeister über 800 m
- 1-facher österreichischer Hallenstaatsmeister über 400 m
- 7. Platz bei den Militär-Weltmeisterschaften 2009 über 800 m
- Einzug ins Semifinale der Hallenweltmeisterschaften 2010
- Einzug ins Semifinale der Hallenweltmeisterschaften 2012

## Persönliche Bestleistungen
- 400 m:   46,87 s
- 800 m:   1:46,65 min (österreichischer Rekord)
- 1000 m:  2:28,42 min